# Alsóköhér község
Alsóköhér község (románul: Comuna Chiheru de Jos) község Maros megyében, Romániában. Központja Alsóköhér, beosztott falvai Alsóoroszi, Felsőköhér, Felsőoroszi.

## Népessége
A 2011-es népszámlálás adatai alapján a község népessége 1644 fő volt.